# Fortunato Depero

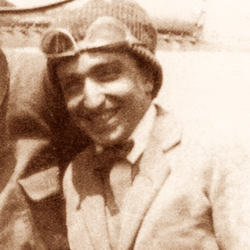
Fortunato Depero (1922)

Fortunato Depero (* 30. März 1892 in Fondo, damals Tirol, Österreich-Ungarn; † 29. November 1960 in Rovereto) war ein vielseitiger Künstler des italienischen Futurismus.

## Werdegang

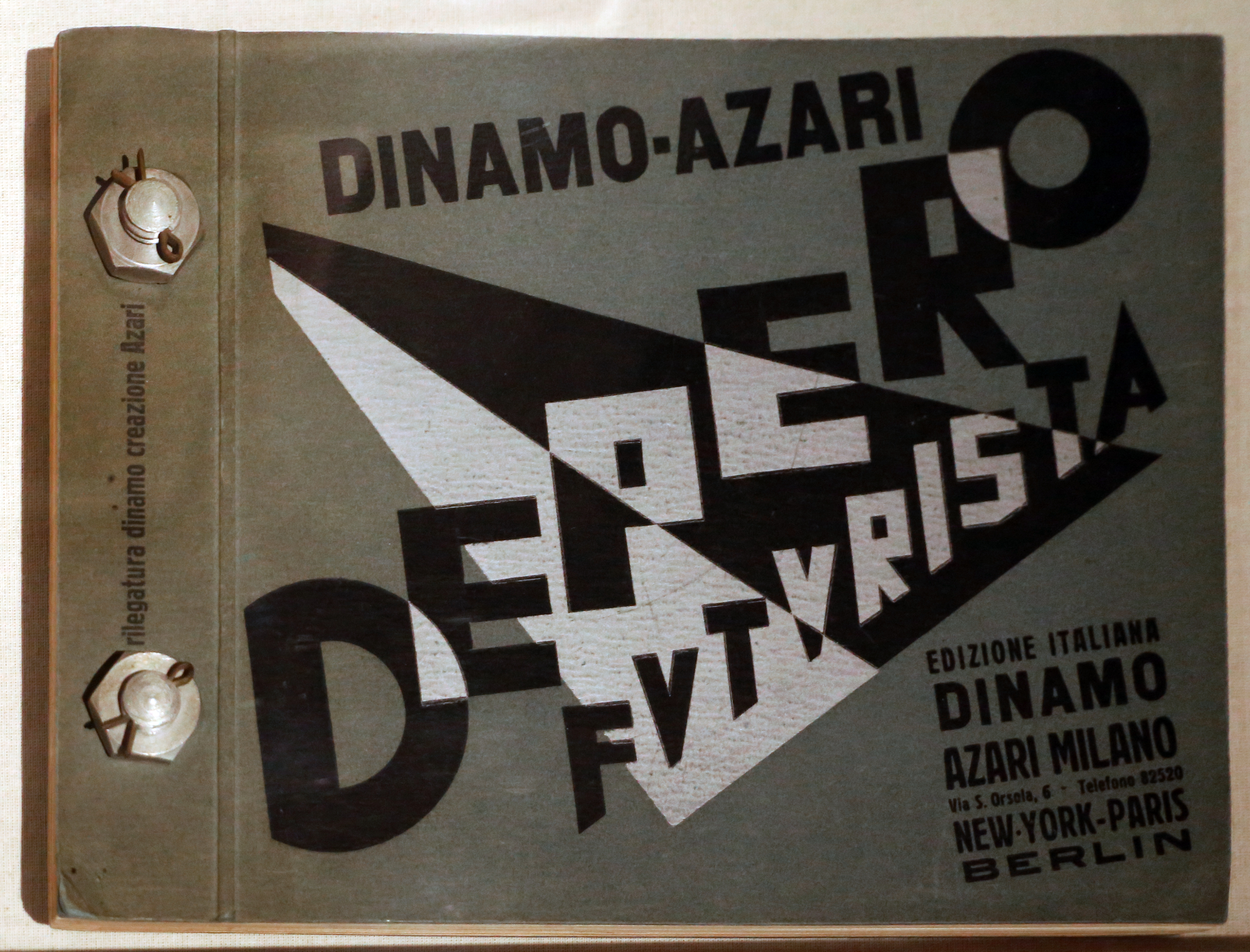
Buch mit Schraubenbindung: Depero-Futurista von 1927

Einige Jahre nach seiner Geburt übersiedelte die Familie Depero nach Rovereto, wo Fortunato die Scuola Reale Elisabettina besuchte und auch eine künstlerische Ausbildung erhielt, seine ersten Arbeiten präsentierte er 1907. 1908 versuchte er in Wien einen Studienplatz an der Kunstakademie zu erhalten, wurde jedoch nicht aufgenommen. 1910 arbeitete er in Turin als Dekorateur einer Messe, dann wieder in Rovereto bei einem Steinmetz, wo er Grabsteine bearbeitete. 1913 veröffentlichte er sein erstes Buch Spezzatura, einen Gedichtband mit Zeichnungen. 1913 zog er nach Rom, wo er Kontakte zu den Futuristen Giacomo Balla und Umberto Boccioni knüpfte. 1914 begann er gemeinsam mit Balla an Skulpturen aus unterschiedlichen Materialien zu arbeiten und veröffentlichte mit ihm das Manifest Ricostruzione futurista dell'universo (Die futuristische Rekonstruktion des Universums). 1915 wurde er in den Kreis der Futuristen aufgenommen. Neben der Malerei widmete er sich mit Erfolg dem Bühnenbild und dem Entwurf von Theaterkostümen. 1919 ging Depero nach Rovereto, wo er ein futuristisches Kunsthaus eröffnete, das sich mit der Produktion von Wandteppichen, Vorhängen und Möbeln beschäftigte. 1937 wurde er in die dortige Accademia degli Agiati aufgenommen.
Depero nahm an zahlreichen Ausstellungen teil und war von 1928 bis 1930 in New York tätig. Er entwarf dort Bühnenkostüme, Titelblätter für Magazine wie Movie Maker, The New Yorker und Vogue und war auch als Innenarchitekt tätig. 1940 veröffentlicht er seine Autobiographie Fortunato Depero nelle opere e nella vita und 1943 eine Sammlung faschistischer Lyrik (A passo romano). 1944 und teilweise auch 1945 verbrachte er mit seiner Frau in dem kleinen Bergdorf Serrada, da Rovereto Bombenziel war.
Nach dem Krieg musste er zunächst mit dem Vorwurf leben, ein überzeugter Parteigänger Mussolinis gewesen zu sein. Er versuchte deshalb 1947 nochmals sein Glück in den USA. Da man jedoch auch in New York Ressentiments gegen ihn und den Futurismus, den man mit Faschismus gleichsetzte, hegte, war die Aufnahme weniger freundlich als beim ersten Aufenthalt. Es gelang ihm jedoch mit William Hiller, einem Mitarbeiter Präsident Trumans, einen Gönner zu finden und die englische Fassung seiner Autobiographie unter dem Titel So I think, so I paint: Ideologies of an Italian self-made painter zu publizieren. Bis Oktober 1949 lebte er in einem Bauernhaus in New Milford (Connecticut) und kehrte anschließend nach Rovereto zurück.
1950 brachte er das Manifest der Pittura e plastica nucleare heraus und bekam nun wieder Aufträge. 1959 öffnete in Rovereto die Galleria Museo Depero ihre Pforten, das erste futuristische Museum Italiens, womit er einen lange gehegten Plan realisierte. Seinen künstlerischen Nachlass widmete er einschließlich des Museums seiner Heimatstadt. Diese wichtigste Sammlung futuristischer Kunst in Italien bekam 2002 am MART (Museo di arte moderna e contemporanea di Trento e Rovereto) eine neue Heimstatt.

## Sonstiges

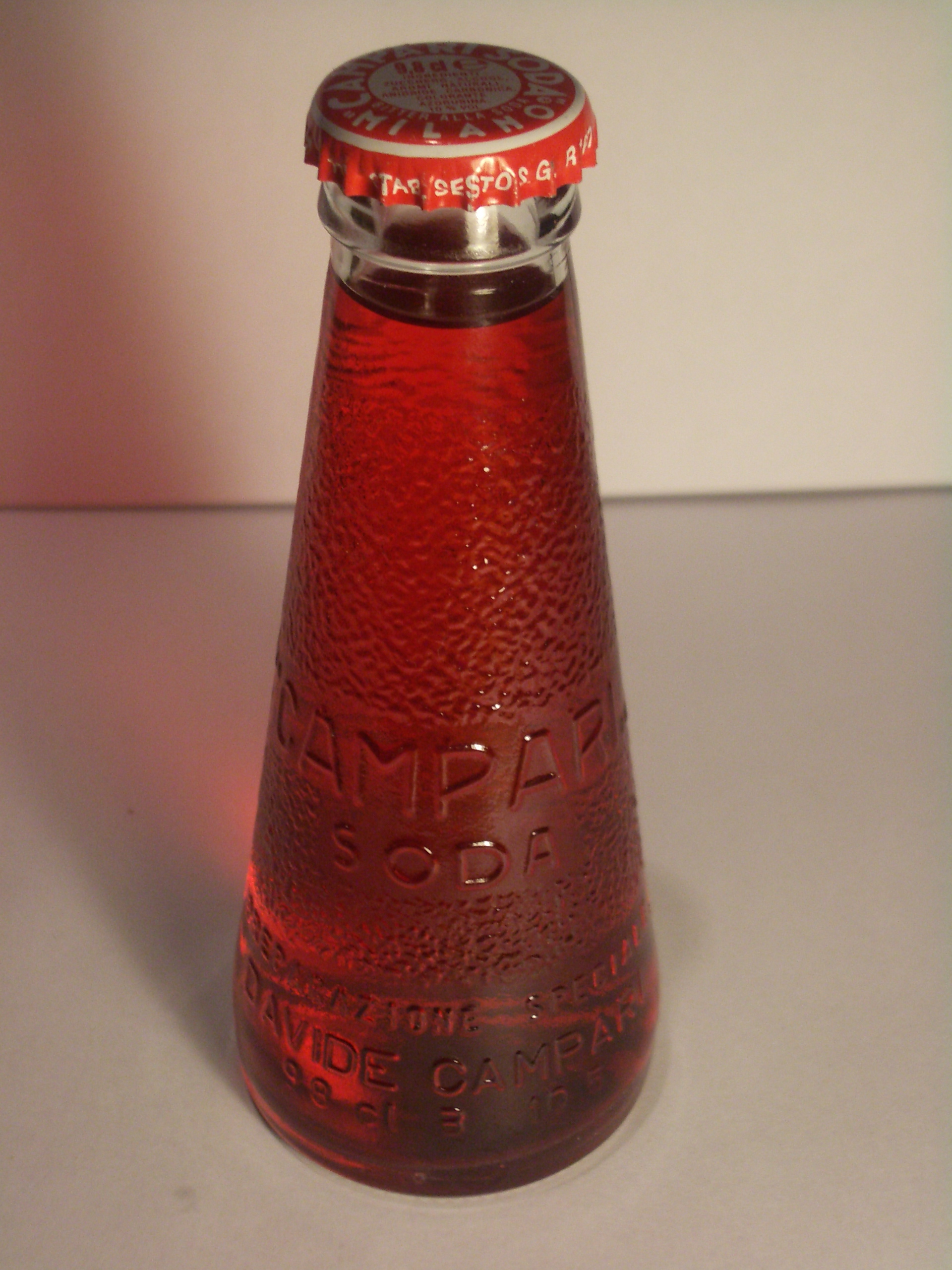
Campari Soda, gestaltet von Depero

Fortunato Depero ist der Designer des kleinen Campari-Soda-Fläschchens, das bis heute hergestellt wird.

## Schriften
- Fortunato Depero (Autor), Fedele Azari (Herausgeber): Depero Futurista. Dinamo-Azari, Mailand 1927.[3]